# Kleomenes (Mediziner)
Kleomenes (griechisch Κλεομένης) war ein antiker Arzt im 1. Jahrhundert n. Chr. In Plutarchs Symposiakon versuchte er die Art und Ursache der Krankheit Bulimia zu erklären.